# Quadrella odoratissima
Quadrella odoratissima är en kaprisväxtart som först beskrevs av Nikolaus Joseph von Jacquin, och fick sitt nu gällande namn av Hutchinson. Quadrella odoratissima ingår i släktet Quadrella och familjen kaprisväxter. Inga underarter finns listade i Catalogue of Life.